# هنگ کنگ لند
هنگ کنگ لند (به انگلیسی: Hongkong Land) شرکت املاک و مستغلات هنگ کنگی-سنگاپوری است، که در زمینه سرمایه‌گذاری، مدیریت و توسعه املاک و مستغلات فعالیت می‌کند.
شرکت هنگ کنگ لند در سال ۱۸۸۹ توسط سر پل چتر و جیمز جانستون کزیک تأسیس شد و در حال حاضر دارای عملیات در کشورهای چین، اندونزی، سنگاپور، تایلند، تایوان، هنگ کنگ، فیلیپین و مالزی می‌باشد.
دفتر مرکزی این شرکت در هنگ کنگ قرار دارد و دفتر عملیاتی آن نیز در برمودا مستقر می‌باشد. بخشی از سهام شرکت هنگ کنگ لند در بازارهای بورس لندن و بورس سنگاپور معامله می‌شود.